# الأرز الصيني المقلي
الأرز الصيني المقلي (بالإنجليزية: Chinese fried rice) هو طبق أرز شهير في الصين وحول العالم. يُقدم أحيانًا كطبق ما قبل الأخير في الولائم الصينية وقبل الحلوى مباشرة.

## المكونات والتحضير

### المكونات
العناصر الأساسية تشمل الأرز المطبوخ، واللحوم، والخضروات، والبيض، وصلصة الصويا، والثوم، والتوابل بالإضافة إلى زيت الطهي، الذي يمكن أن يكون شحم الخنزير أو الزيت النباتي أو زيت السمسم.

### التحضير
يُستخدم الزيت وصلصة الصويا لتغليف حبات الأرز، مما يمنعها من الاحتراق والالتصاق بوعاء الطهي. أحيانًا، يُضاف البصل الأخضر المفروم، والزنجبيل، والفلفل الحار، والفطر ومكعبات لحم الخنزير إلى الخليط.
تُقلى جميع المكونات على نار قوية باستخدام وعاء الطبخ الصيني، ويُقلب الأرز باستمرار باستخدام ملعقة لضمان طهيه بالتساوي وتوزيع التوابل بشكل جيد.

## معرض الصور

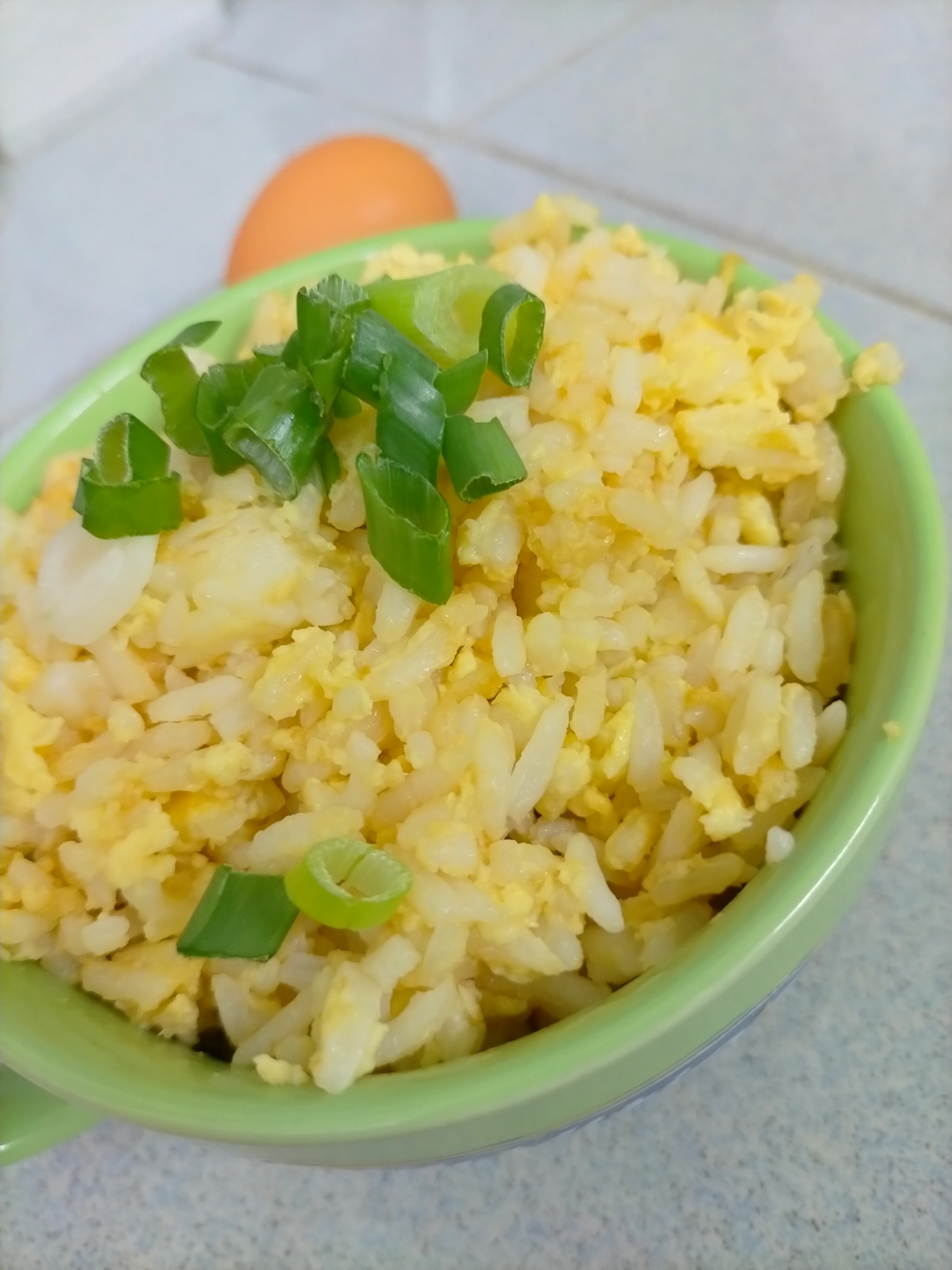
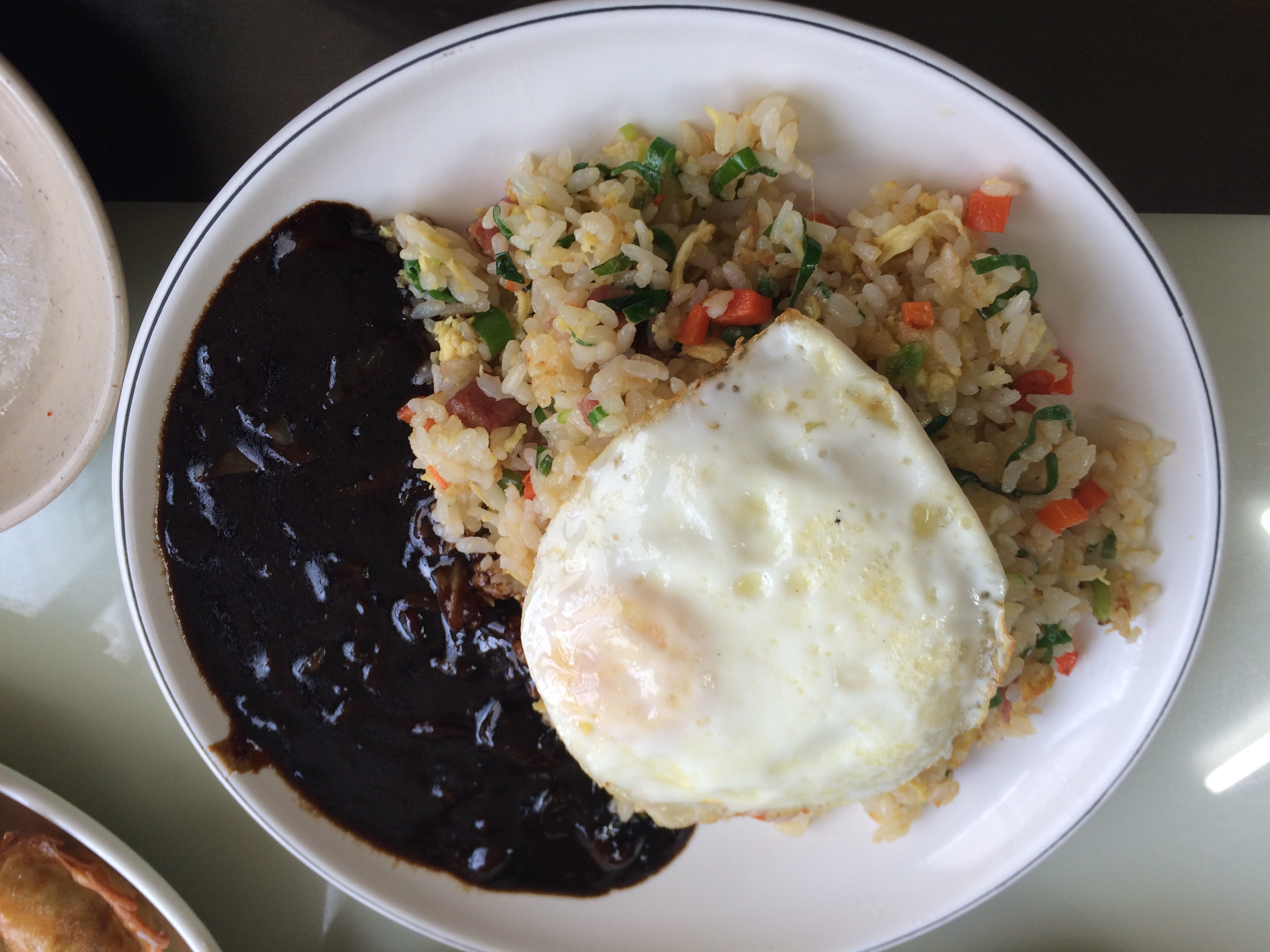
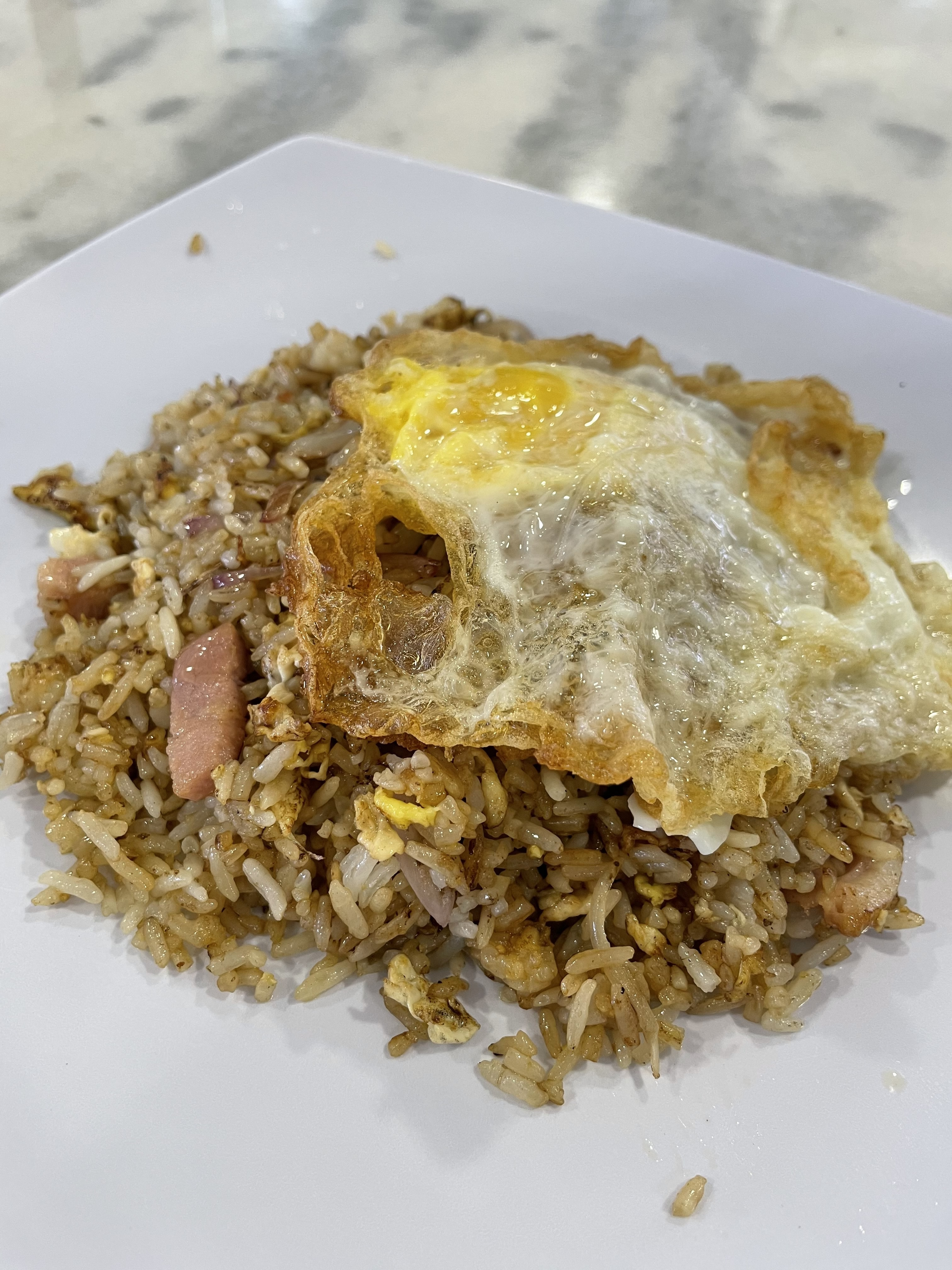